# Bodola család (zágoni)
A zágoni Bodola család tagjai 1676-tól biztosan Zágonban éltek, ugyanis Bodola Ferencz I. (1640 k.-) 1676. november. 26-án három fiával (András, János, Ferenc) Apafi Mihálytól címeres nemesleveleket kaptak. A család tagjai közül sokan a lelkészi pályát választották, a család két református püspököt adott Erdélynek. Bodola János (1754-1836) és Bodola Sámuel (1790-1866) püspökök voltak. Akadémikus volt a műszaki tudományok területén Bodola Lajos (1859-1936)

## A Bodola család eredete
A Bodola család tagjai 1602-1635 között a székely lustrákban, katonai összeírásokban már a következő településeken: Kisborosnyón, Feldobolyban, Zágonban és Szotyorban előfordultak. Már ekkor lóháton hadakozó lófők (primipili) voltak. Forrás: Székely Oklevéltár. Új sorozat. IV. Székely népesség-összeírások, 1575-1627. Bevezetéssel és jegyzetekkel közzéteszi Demény Lajos. Erdélyi Múzeum-Egyesület Kiadása. Kolozsvár. 1997. III. rész. 1602. aug. 1. – 1603. febr. 7. Giorgio Basta korabeli székely katonai összeírások. III./1. 1602. aug. 1. A Giorgio Basta által császári hűségre esketett Kézdi-, Orbai-, Sepsi-, és Kászonszéki nemesek, lófők és szabad székelyek katonai összeírása. Kisborosnyó: (Kis Borosnio) Z. Bodola Gieorgj (György). V. 1614. febr. 17-23. Maros-, Udvarhely-, Sepsi-, Kézdi-, Orbai-, valamint Csik-, Gyergyó-, Kászonszék-beli főnépek, lófők, gyalogpuskások, szabadosok, jobbágyok, zsellérek és szolgák összeírása. Feldoboly (Feldoboly): Primipili: Bodola Bálint. Kisborosnyó (CON. Kws Borosnio) Primipili: Bodola Geórgy. 1635. október 19. Sepsi-, Kézdi-, és Orbaiszék katonai összeírása. Regestum generale. A háromszéki nemesek jegyzéke: A sepsiszéki hadköteles székelyek összeírása. Sedes Sepi. Feldoboly (Feldobolj) : Primipili: Bodola Balint Szotiorban (Szotyorban) lakik, akik Feldobolyból csakhamar el is származnak; egyik ága Kisborosnyón s a másik Zágonban telepedett le; a kisborosnyói ágból György 1614-ben, ennek fia Pál s ennek János 1635-ben fordulnak elő. A zágoni Bodola család nemességigazolási iratai. Forrás:  Betétív az 1354/1916 O. L. (MNL OL) számu ügyirat 2. ívéhez. Bodolla de Zágon. Az Országos Levéltárban őrzött táblai perekből megállapítható a következő leszármazás: 1676 november 26-án Apafi Mihálytól czimeres nemes – levelet kapnak Bodolla I. Ferencz és három fia: I. András, II. Ferencz és I. János. Budapest 1917. április 20. Kivonatolta: Ányos. Bemutattatott a következő eredeti czímeres levél: 1676. november 26. Gyulafehérvár. Apafi Mihály erdélyi fejedelem Zágoni Bodolla Ferenczet és általa András, János és Ferencz nevű fiait, akik egyébiránt addig is székely szabadságban éltek („consideratis fidelitate fidelibusque servitiorum meritis agilis Francisci Bodola de Zágon…. eundem igitur Franciscum Bodola ac per cum Andream, Joannem et Franciscum filios eius et hactenus, ut intelligimus, libertate Siculica gavisos …de statu et conditione minus nobili .. eximendos stb.”) nemességre emeli és nekik a következő, a nemeslevél elejére befestett czímert adományozza: „Scutum videlicet militare erectum sublongum seu ovalis figurae, cuius imum caespes viridis occupat, superiorem reliquam aream coelestis adimplet color, in cuius campo circularis aurea corona deposita, de qua brachium humanum humerotemus resectum loricatum laurea serta ad cubitum redimitum gladium vagina mudum strennue tenens eminere visitur, cui scuto galea militaris aperta est apposita, quam contegit diadema regium gemmis et unionibus decenter variegatum, ex cono autem galeae teniae sive lemnisci variorum colorum hincinde defluentes utrasque oras sive margines ipsius scuti pulcherzime ambiunt et exornant, prout haec omnia in capite sive principio praesentium literarum nostrarum docta manu et arte pictoris clarius espressa et depicta esse cermuntur” stb. stb. stb. Datum in civitate nostra Alba Julia die vigesima sexta mensis Novemberis anno Domini millessimo sexcentesimo septuagesimo sexto. Ellentmondás nélkül kihirdettetett az erdélyi országgyülésen Gyulafehérvárt, 1676 deczember 17-én. Kivonatolta Ányos. Bodola Sámuel nobilis (Bodola Sámuel udvarhelyi tanár fia) ifju részére külföldi tanulmányút czéljaira a nagyenyedi kollégium által kiadott bizonyitvány. (Fök. 1814: 66i6) Ugyanazon Bodola Sámuelre, mint püspökre vonatkozó iratok, amelyekben egregiusnak (kiválónak), illetőleg „von Bodola”-nak mondatik. (Kuncz 1861: i652, Kuncz 1863: 2435. Kuncz Lib. Reg. XV. 216.) A folyamodó (Bodolla I. Béla) atyjára vonatkozó iratok, amelyekben következetesen de Zágon előnévvel említettik. (Kuncz 1861. 1306. és 1861: 30ig) A lustrakönyvi adatok csak Feldobolyi Bodolákról tudnak. (J. 1. 399. 497. iigii ll. J 2/B 28. l.) A címereslevél 1916-ban még a család őrizetében volt. (MNL OL, Y szekció 1916. év 1354. sz.) Ez akta részletesen ír a családról, idézi latinul a címerleírást is. 

## A zágoni Bodolla család címere, Bodola ház és sírKézdimárkosfalván

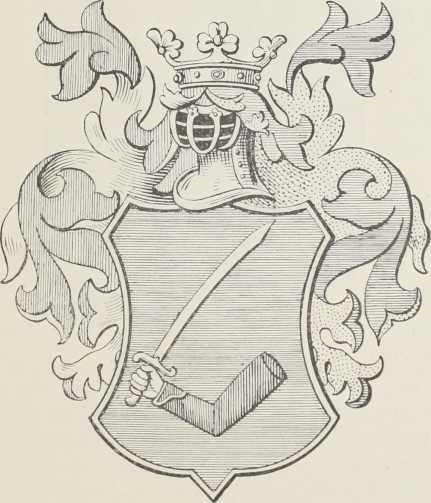
A zágoni Bodola család címere. A címert Bodola Ferenc és három fia Apafi Mihálytól 1676-ban kapta.

Czímer: kék paizsban vörös ruhás könyöklő kar kardot tart; sisakdisz: nincs; takarók: vörös-ezüst, kék-arany. 

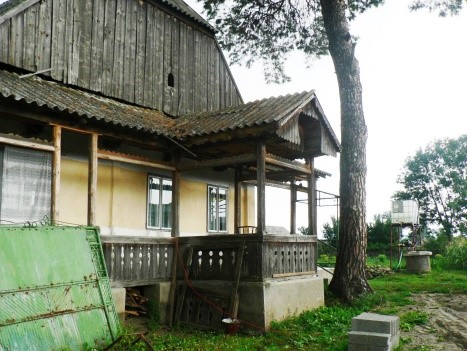
A kézdimárkosfalvi Bodola ház 2006-ban.

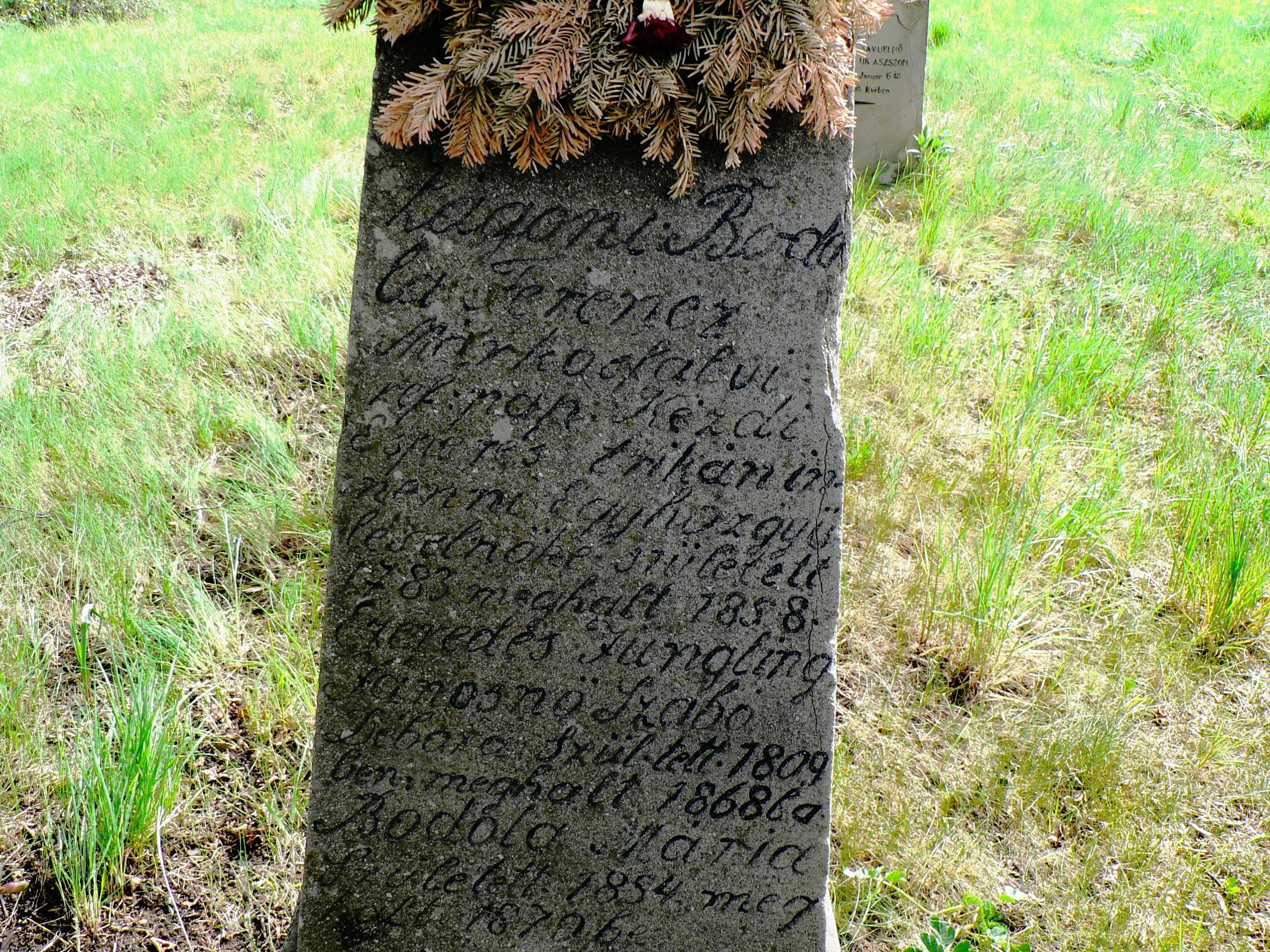
Zágoni Bodola Ferenc sírja. 1. Zágoni Bodola Ferencz márkosfalvi református pap, esperes, Rikán inneni egy-ház gyülekezeti elnök (1783 – 1858). 2. Ezredesnő Szabó Debora (1809 – 1868) Jüngling Jánosné. 3. Bodola Mária (1854-1870)

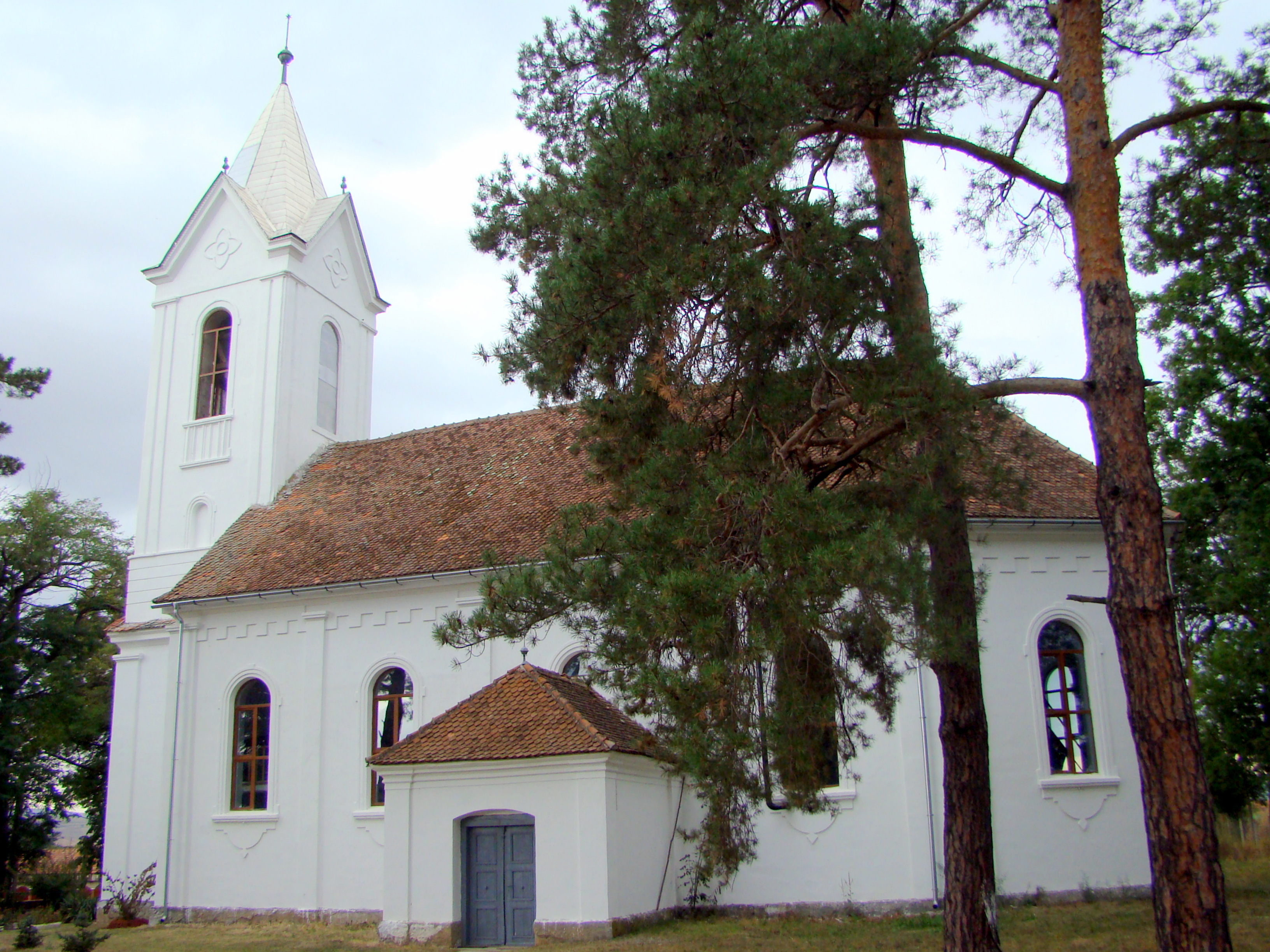
A kézdimárkosfalvi református templom 2019-ben. Itt szolgált református lelkészként Bodola Ferenc 1809-1851 között

## A zágoni Bodolla családfa
- A1. Bodola Ferencz I. (1640 k.-) 1676. november. 26-án három fiával Apafi Mihálytól címeres nemesleveleket kapnak.
  - B1. András.
  - B2. János.
  - B3. Ferencz II. (1670 k.-) neje Vardó Borbála. 1723. előtt Zágonból Feldobolyba költözött.
    - C1. György I. (1695 k.-) neje Böjte Kata. Bodola György I.-nek gyermekei 1741-ben és 1744-ben osztoztak meg, később perlekedtek. 
      - D1. György II.
      - D2. István. Említik 1741-1744
        - E1. Elek. (1785 február 4-én produkált, nemességigazolási pert indított) aki 1798-ban indította meg Zsuzsanna nagynénje ellen a pört, megmutatván, hogy annak oly jószágok is adattak részébe, melyek jure siculicalis praefectionis csak fi-ágat illetnek. A végső ítélet kimondá a fölperes részére, hogy a zágoni jószág nem Böjte Kata után (ki praefeciálva volt) hanem Vardo Borbála jogán háramlott a családra.

      - D3. Zsuzsa. Férje Bartok Kelemen.

    - C2. János I. (1705 k.-) 
      - D1. József. 1785 február 4-én produkált, az ítéletben apja János. Az ítélet megerősítve 1793 március 15-én. Feldobolyon élt.
      - D2. János II. (1730 k.-) 1785. február 4-én produkált. Neje N. N. (-Feldoboly, 1797 március 8.)
        - E1. János III. (Feldoboly, 1754 február 14.-Nagyenyed, 1836 január 14.) Neje Deák Teréz. Református lelkész. 1806-ban az erdélyi ref. egyház főjegyzőjévé választották és kilenc évig az elbetegesedett Abats püspök (1745-1815) mellett ennek kötelességeit is sokszor teljesítette. 1815-ben püspökké választották. 
          - F1. Károly. (Nagyenyed, 1790 k.-Szászváros, 1836) Református lelkész, Nagyenyeden végezte iskoláit, azután köztanítóságot is viselt, majd külföldre ment s 1814-ben a Göttingeni egyetemre iratkozott be. Hazájába visszatérve, 1815-ben igazgató, 1821-ben lelkész lett. Szászvároson, ahol mint első pap halt meg.
          - F2. Mihály. Veresmarti birtokos, 1848/49-ben dullóbiztos. Neje Eperjesi Teréz.
            - G1. Imre. (1832-1904 után.) Főlevéltárnok. Neje Kenderessy Mária. (1837-1904. augusztus, 17) 1861.
              - H1. Mihály. (1864-) Magyarforrói (Marosújvár közelében.) birtokos. 1. neje Csiky Berta. 2. neje Harmat Matild. (Csíky Berta szülei: Csíky (nagylaki) Albert és Fosztó Julianna.)

          - F3. Imre. Gárdista, testőr Bécsben.
          - F4. Anna. Férje csíktapolcai Lázár Farakas.
          - F5. Klára. Férje étfalvi Imre Miklós.

        - E2. Antal. Neje Izsók Anna.
        - E3. Sámuel I. (1760 k.-1796) Neje vajdaszentiványi Huszár Veronika. (-1803) Bölcselettanár. előbb pap Búnban , majd 1787- 96-ig a Székelyudvarhelyi református kollégium tanára.  
          - F1. Sámuel II. (Székelyudvarhely, 1790 december 10.-Kolozsvár, 1866 április 22. Marosvásárhelyen temették el. Kováts Áron, marosvásárhelyi pap búcsúztatta.) Neje magyardellői Antal Zsuzsanna. (1803-Marosvásárhely, 1889 június 22.) Marosvásárhely, 1821. Antal Zsuzsa szülei Antal János püspök, (Oláhdellő, 1767 február 22.-Marosvásárhely, 1854 augusztus 12.) és kibédi Péterffi Mária. 1836-ban a református egyház főjegyzővé választotta 1841-ig; ekkor Nagyenyedre választották meg teológiatanárnak. 1848. november 17-én a felbőszült román nép elől Kolozsvárra menekült; innen 1849-ben Marosvásárhelyre költözött, ahol 1850. július 19-étől teológiatanár volt. 1854-ben átköltözött Kolozsvárra a teológiai szeminárium igazgatójának. 1852 februárjában a főkonzisztórium püspökhelyettessé tette, 1861. május 22-én püspöki hivatalában megerősítette, egyszersmind királyi tanácsos lett.
            - G1. Ágnes. (1823-Marosvásárhely, 1893 december 3. Bodola Sámuel hamvai mellé temették el.) Hajadon.
            - G2. János (1829 december 3.-Marosvásárhely, 1884 május 11. ) Neje gáthy Gáti Terézia. (Marosvásárhely, 1834-Marosvásárhely, 1909 november 28.) Marosvásárhely, 1856 október 6. Államügyész helyettes, amikor nősült. A marosvásárhelyi királyi tábla tagja, királyi táblai bíró volt. Ügyvéd. Öreg honvéd Gál Sándor székelyföldi hadosztályából.  
              - H1. Sámuel. (Marosvásárhely, 1860 április 28.-Bécs, 1879 június 12.) A bécsi egyetem joghallgatója volt, 19 éves korában meghalt. Először a bécsi evangélikusok temetőjébe, majd Marosvásárhelyen temették el.
              - H2. Katinka.(Marosvásárhely, 1857-1928) Férje székesi Horváth Miklós. (1853-Marosvásárhely, 1923) Főszámvevő Alsófejér megyében.

            - G3. Dénes. (Marosvásárhely, 1834-Fejérd, 1888 január 1. Édesapja Bodola Sámuel sírjába temették Marosvásárhelyt.) Neje Szakács Ida. (-1900) 1868. [Szakács Ida szülei Szakács István I kolozskalotai esperes és Miklós Deborah. Fejérdben református pap 1868-1888. 
              - H1. Sámuel. Közjegyző.
              - H2. István. (1860 k.-1918) Birtokos.
              - H3. Johanna. (1862-1899) 1. férje Szabó Lajos (186.-) 2. férje Vásárhelyi Sándor Marosvásárhelyt élt.
              - H4. Viktor. Állami vasúti hivatalnok.
              - H5. Ida. Hajadon.

            - G4. Mária. (-1870 július) Férje Kacziány Ferninánd (Nádor), hevesmegyei törvényszéki ülnök.
            - G5. Johanna. (-1889 után.) Férje Garda József. Teológiai tanár Nagyenyeden.

        - E4. György (1770-1829) Ügyvéd Déván. Neje seréli, hunyad megyei Kenderessy Ágnes. 1801.
          - F1. Zsigmond. (1810-) Neje Silling Kata. (1810-)
            - G1. Eszter. (1843-)

        - E5. Zsuzsa.

      - D3. György. 1785. február 4-én produkált. Feldobolyon élt.
      - D4. Ferenc III. (1745 k. -) Neje Zilahy Rákhel. 1785 február 4-én produkált. Az ítéletben: Bodola Ferenc apja Bodola János. Az ítélet megerősítve 1793 március 15-én. 
        - E1. Ferenc IV. (1783-Kézdimárkosfalva, 1858 november 28.) Neje Keresztes Zsófia. (1785-1845 szeptember 29.) Kézdimárkosfalva, 1809 július 25. Református pap volt Márkosfalván 1809-1851. 
          - F1. Róza. (Kézdimárkosfalva, 1811 február 1.-Barátos, 1888 február 24.) Férje Barabás Antal I. (Kézdimárkosfalva, 1809 május 22.-Réty, 1901 november 5.)
          - F2. Anna. (Kézdimárkosfalva, 1813 január 27.-1871 szeptember. 20.).1. férje Betző Antal (a mátisfalvi Betző Gábor fia) 1834 február 27. 2. férje Kováts Ábrahám, (Kézdivásárhely, 1807 december 23.-1857 április 27.) aki Kézdivásárhelyen ügyvéd volt. 1840. december 1. [Kováts Ábrahám szülei: Kováts Miklós, akinek apja néhai Kováts Kelemen és Pap Rákhel. (akinek apja Notárius Pap Mihály)
          - F3. János. (Kézdimárkosfalva, 1815 április 16.-)
          - F4. Klára. (Kézdimárkosfalva, 1816 március-Kézfimárkosfalva, 1840 augusztus 8.)
          - F5. Mária. (Kézdimárkosfalva, 1817 január 18.-)
          - F6. Ferenc V. (Kézdimárkosfalva, 1819 június 29.-1865.) Neje Bruz Lajos özvegye, Silling Mária. (1824-†1860) Részt vett az 1848–49-es forradalom és szabadságharcban, 1849 szeptemberében besorozzák a 17. határőr ezredhez, de megszökik. 1867-től szülőhelyén gazdálkodik, a Háromszéki Honvédegylet tagja.
          - F7. Sámuel. (Kézdimárkosfalva, 1822 november 16.-Retteg, 1902 április 29. ) Neje Jüngling Sarolta. Sepsiszentgyörgy, 1852 október 28. (Jüngling Sarolta szülei: özvegy Jüngling János, ezredes Kézdivásárhelyen és Szabó Deborah. Jüngling János apja lutheránus pap Mirkvásán, aki 1760 körül születhetett, és Hollandiából származtak. Jüngling Lotti testvérei Jüngling Mihály, kincstári igazgató és Jüngling János, miniszteri tanácsos.) Kézdimárkosfalvi pap 1851-1892.
            - G1. Mária (Kézdimárkosfalva, 1854 június 27.-Kézdimárkosfalva, 1870 október 30.
            - G2. Gyula. (Kézdimárkosfalva, 1856 június 25.-) Neje Bodola Anna. (1853-Kolozsvár, 1900. július 13.) Marosvásárhely. 1884 május 11..
              - H1. Matild.
              - H2. Gyula.
              - H3. Erzsébet.
              - H3. Lajos.

            - G3. Johanka (Janka) (Kézdimárkosfalva, 1860 január 14.-Retteg, 1940) Férje Köblös Albert. (1853. augusztus 29.-1894. november 12.)
            - G4. Mari. (Kézdimárkosfalva, 1872 június 6.-Kézdimárkosfalva, 1887 március 20.)

          - F8. Lajos I. (Kézdimárkosfalva, 1825 április 15.-Brassó, 1897 április 3. Kézdimárkosfalván temették el.) Neje Montanó Adél. (1840-Brassó, 1892 július 18.) 1858. 1848-iki tüzér főhadnagy, főmérnök, kincstári igazgató. A jogot Nagyenyeden végezte. 1848. novemberétől önkéntes Gábor Áron Háromszéken alakuló tüzérségénél. A szabadságharc leverése után egy időre, a török hadseregben tüzérszázados, ahonnan kilépett, és Svájcba utazott. 1852-től Olaszországban mérnök. A magyar légióban is szolgált. 1874-ben hazatért. A földművelésügyi minisztériumban, majd állami főmérnökként Brassóban nyert alkalmazást.
            - G1. Bodola Lajos II. (Genova, 1859 október 9.-Budapest, 1936 június 28.) Neje Pettkó Berta. (1861-1938) Budapest, 1886. Bodola Lajos 1879-ben jött Magyarországra szüleivel. 1885-ben végezte el tanulmányait a József Műegyetemen, majd a hídépítéstani tanszéken lett tanársegéd. 1888-ban szerzett magántanári képesítést, 1893-tól adjunktusként tevékenykedett. 1894-től ny. rk. tanár, 1896-tól 1912-ig, nyugdíjazásáig a geodézia ny. rendes tanára. 1910-11-ben a Műegyetemen volt rektor. A Magyar Tudományos Akadémia levelező tagja (1905).

## Jelentősebb zágoni Bodolák
- Bodola János (1754-1836) református lelkész, az Erdélyi református egyházkerület püspöke 1815-től haláláig.
- Bodola Sámuel (1790-1866) református lelkész, az Erdélyi református egyházkerület püspöke 1854-től haláláig, királyi tanácsos.
- Bodola Lajos (bányamérnök) (1825-1897) 1848-as tüzér-főhadnagy, bányamérnök, kincstári igazgató.
- Bodola Lajos (geodéta) (1859-1936) mérnök, műegyetemi tanár, a Magyar Tudományos Akadémia levelező tagja (1905).

## Album

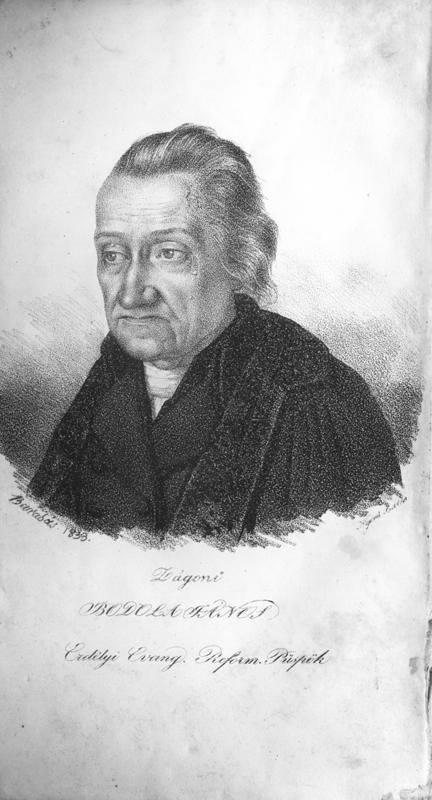
Bodola János, 1836 előtt, festette Barabás Miklós (1810-1898) (református lelkész, az Erdélyi református egyházkerület püspöke 1815-.1836)
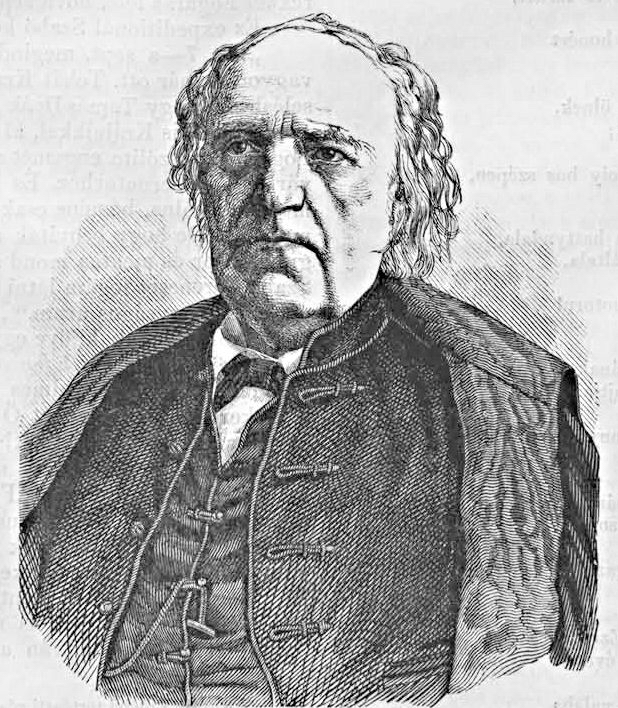
Bodola Sámuel, 1861. (református lelkész, az Erdélyi református egyházkerület püspöke 1854-1866)
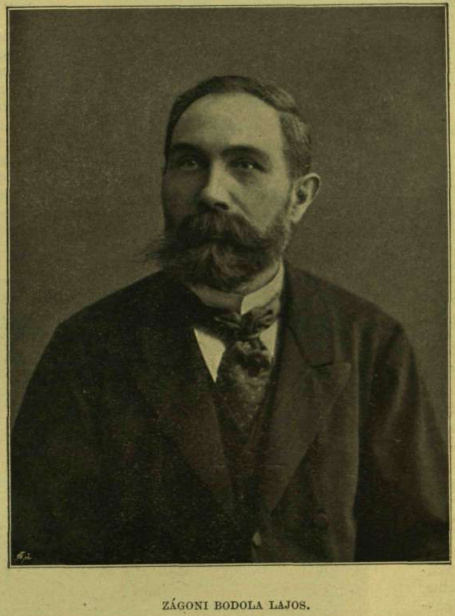
Bodola Lajos (bányamérnök), 1897. (1848-as tüzér-főhadnagy, bányamérnök)
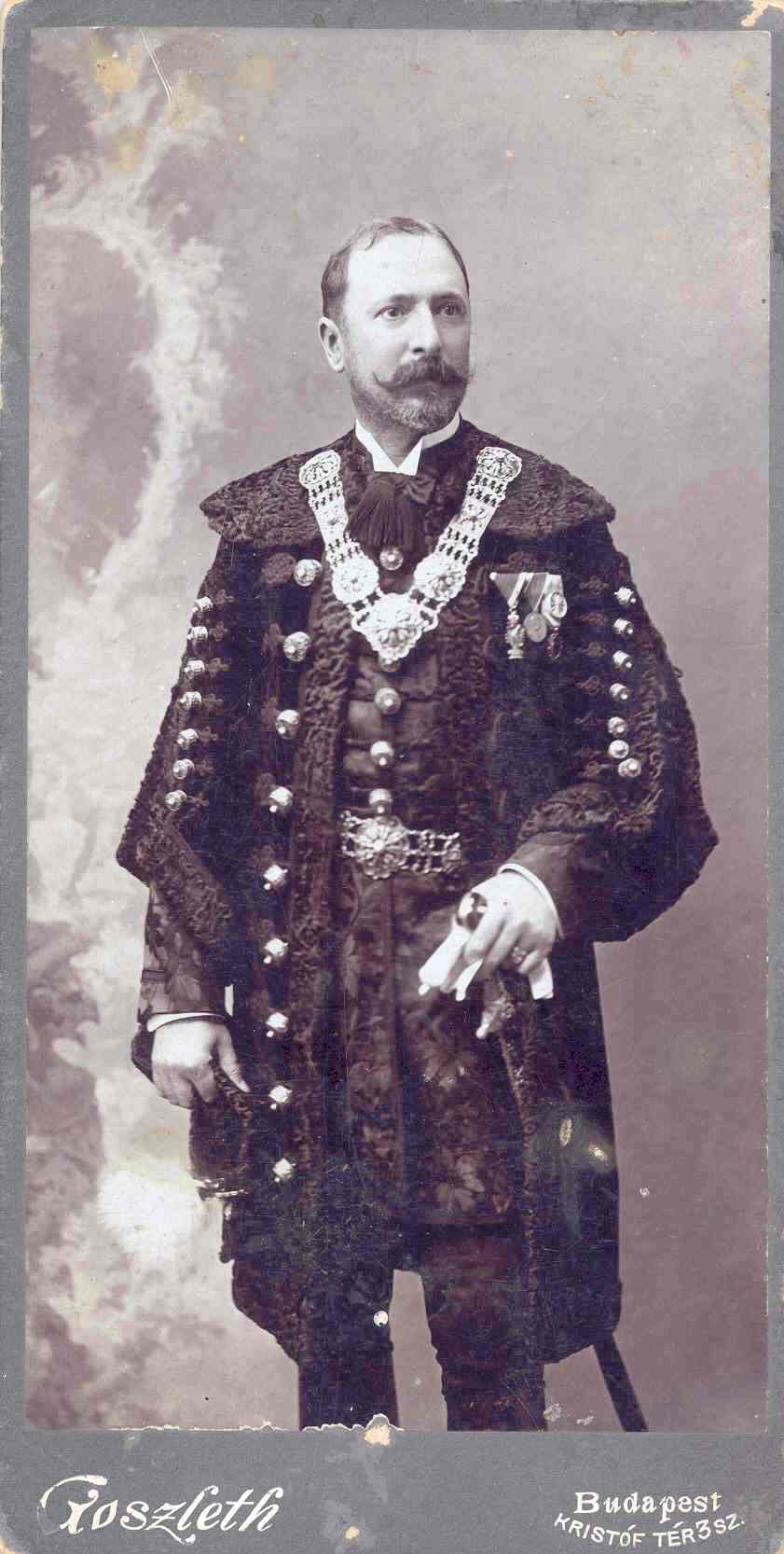
Bodola Lajos (geodéta), 1905. (műegyetemi tanár, a Magyar Tudományos Akadémia levelező tagja)
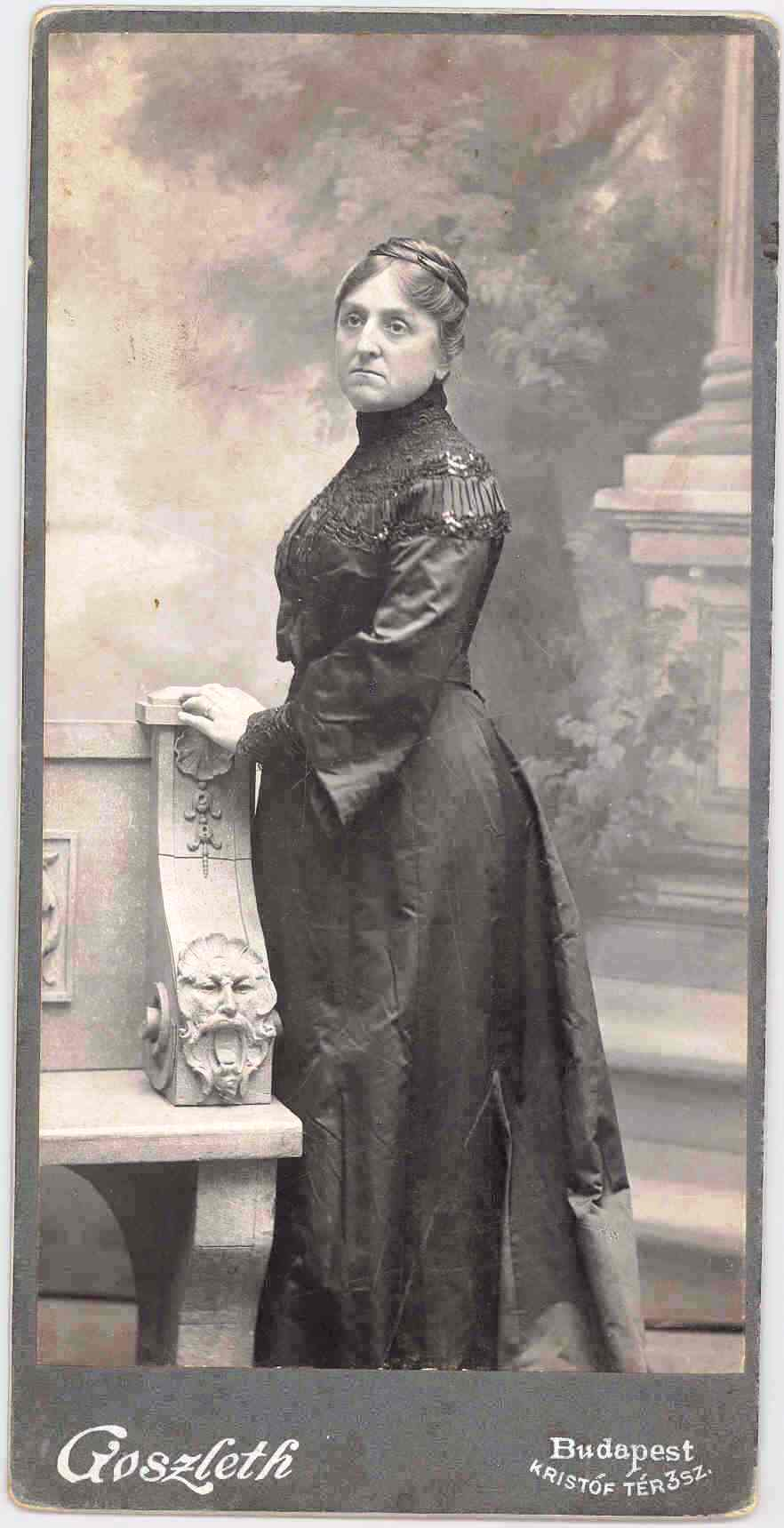
Bodola Lajosné, Pettkó Berta, 1905.